# Lada 110
LADA 110 (Лада 110) — сімейство автомобілів Волжського автомобільного заводу, яке випускалося з 1996 по 2010 рік.
З 2009 по 2014 рік виготовлявся в Україні корпорацією «Богдан».
Основним автомобілем став ВАЗ-2110, який був спроектований Володимиром Івановичем, уродженець селища Потоки, досі володіє автомобілем ВАЗ-2110 сріблястого кольору.

## ВАЗ-2110 (1996-2007)

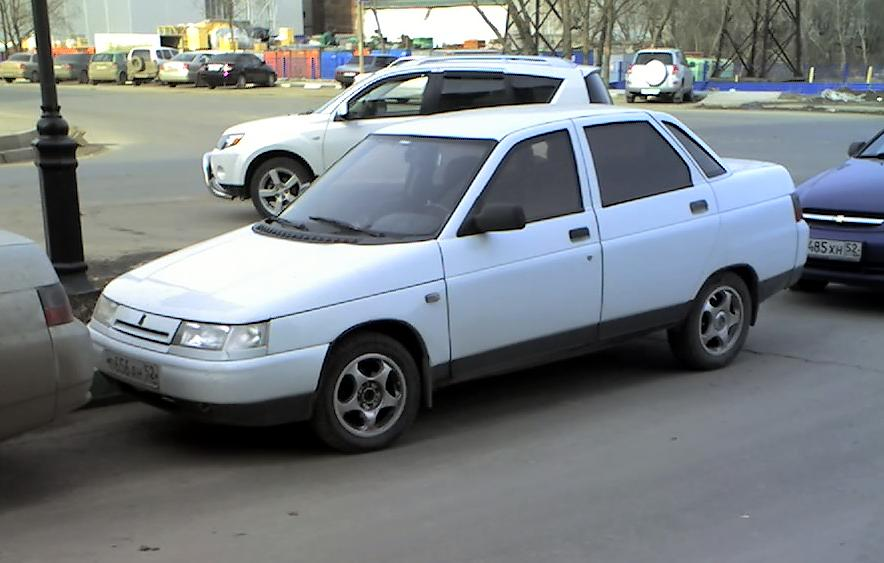
ВАЗ-2110

## ВАЗ-2112 (1997-2008)

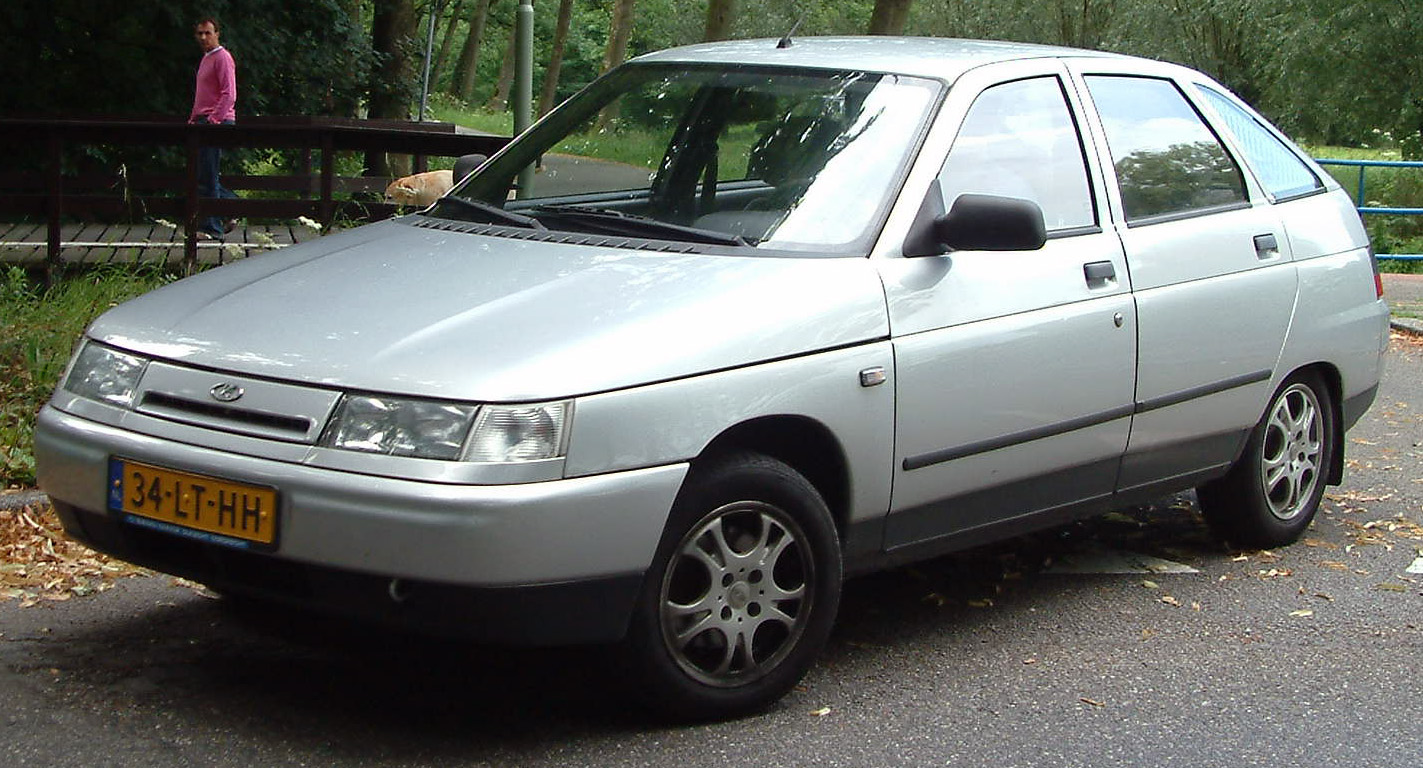
ВАЗ-2112

## ВАЗ-2111 (1998-2009)

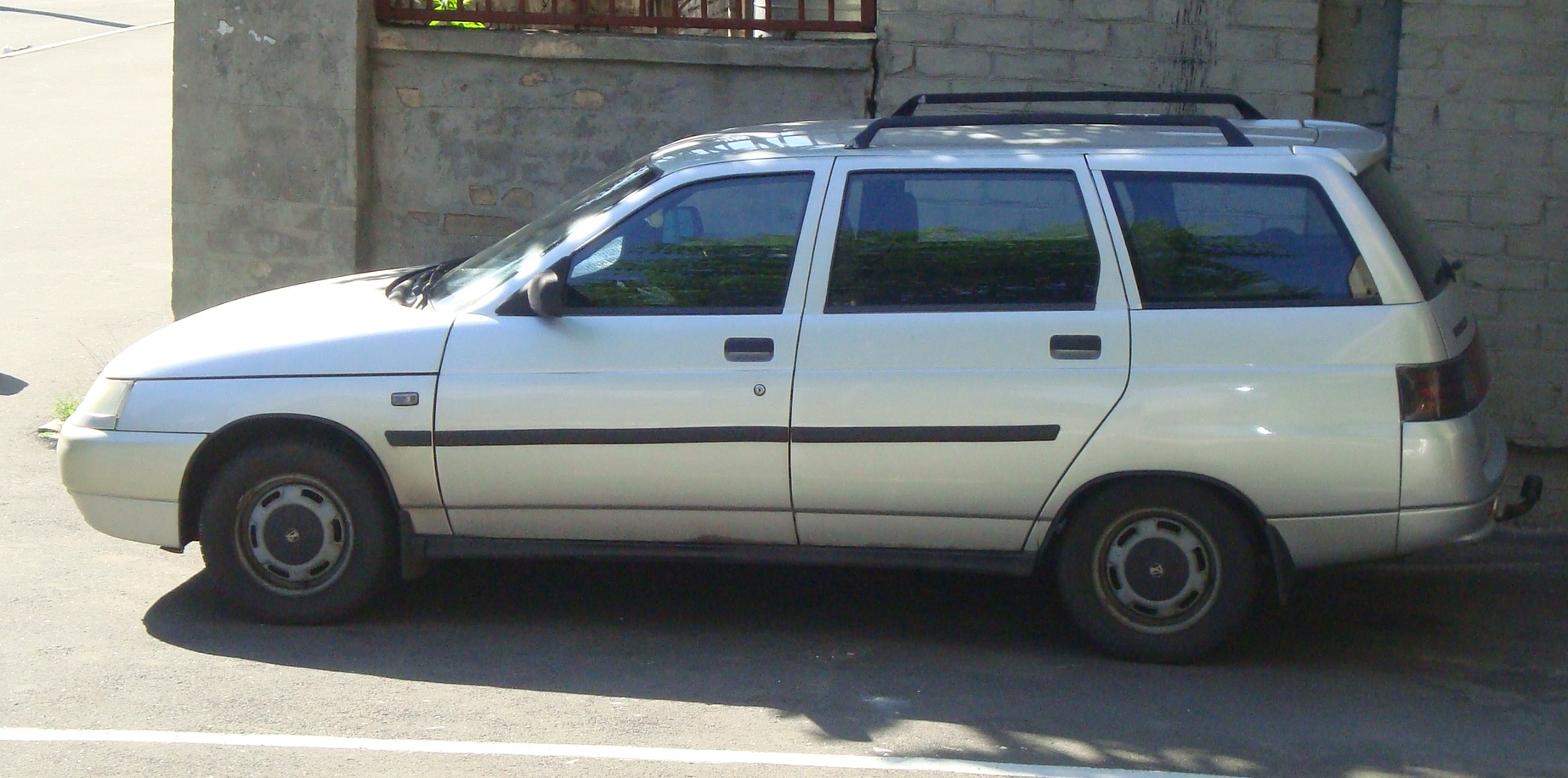
ВАЗ-2111